# 伊勢音頭

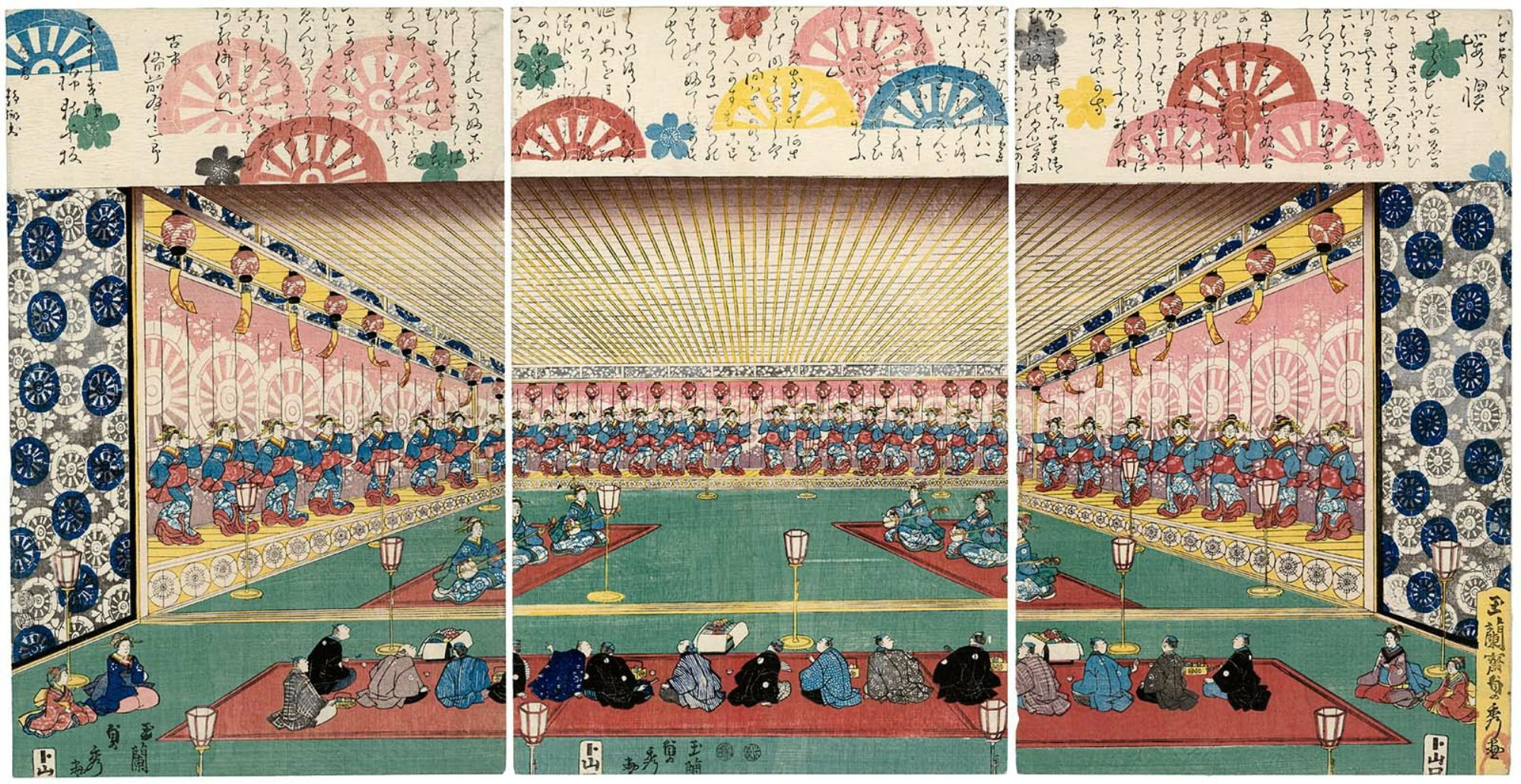
「いせおんど　桜襖」　伊勢古市の備前屋名物「伊勢音頭」の総踊り。1847–52年ごろ、歌川貞秀画。

伊勢音頭（いせおんど）とは、江戸時代の伊勢国で唄われ全国に広まった民謡のこと。ただし古くは、伊勢古市の遊廓で遊女が唄い踊るために使う音曲のことも称した。

## 解説
江戸時代の伊勢に起った「伊勢音頭」と呼ばれるものは2種類ある。それは伊勢参りにおける名所のひとつ、伊勢古市の遊郭で遊女に唄わせた音曲と、もうひとつは現在「伊勢は津でもつ、津は伊勢でもつ、尾張名古屋は城でもつ」という歌詞で知られ唄われる民謡のことである。

### 古市の伊勢音頭
『神境秘事談』（度会貞多）によれば享保のころ、伊勢の吹上町に住む奥山桃雲という人物が従来からの盆踊りを基に音頭を作ろうと考え、川崎町の伊藤又市（俳名梅路）という者に作詞を頼み、鍛冶屋長右衛門と草司という者に曲を作らせ、これを「川崎音頭」と称した。享保17年（1732年）、古市の遊郭数軒から名古屋の西小路に出店を開くことになったが、そのとき人寄せとしてこの「川崎音頭」を座敷に出した。当初、謎かけ歌として「伊勢（神宮）は津（川崎湊）でもつ、津は伊勢でもつ、尾張名古屋は、宮（熱田神宮・港）でもつ」という歌詞で歌われたが、その後、遊所を許した徳川宗春を称揚する意味を込めて「城でもつ」と変化したとする説がある。この名古屋の遊郭は元文3年（1738年）に停止となったので、古市の出店も地元に戻ったが、名古屋で評判を取った「川崎音頭」を古市でも出すようになり、いよいよ有名になったという。江戸時代の古市は伊勢参りの旅人を当て込んだ遊郭が多く立ち並んでおり、これら伊勢参りの旅人たちによって、伊勢古市における「川崎音頭」（伊勢音頭）の名は知れ渡った。当時の伊勢参りは信心目的ばかりではなく、今でいう観光も旅の目的となっていたのである。

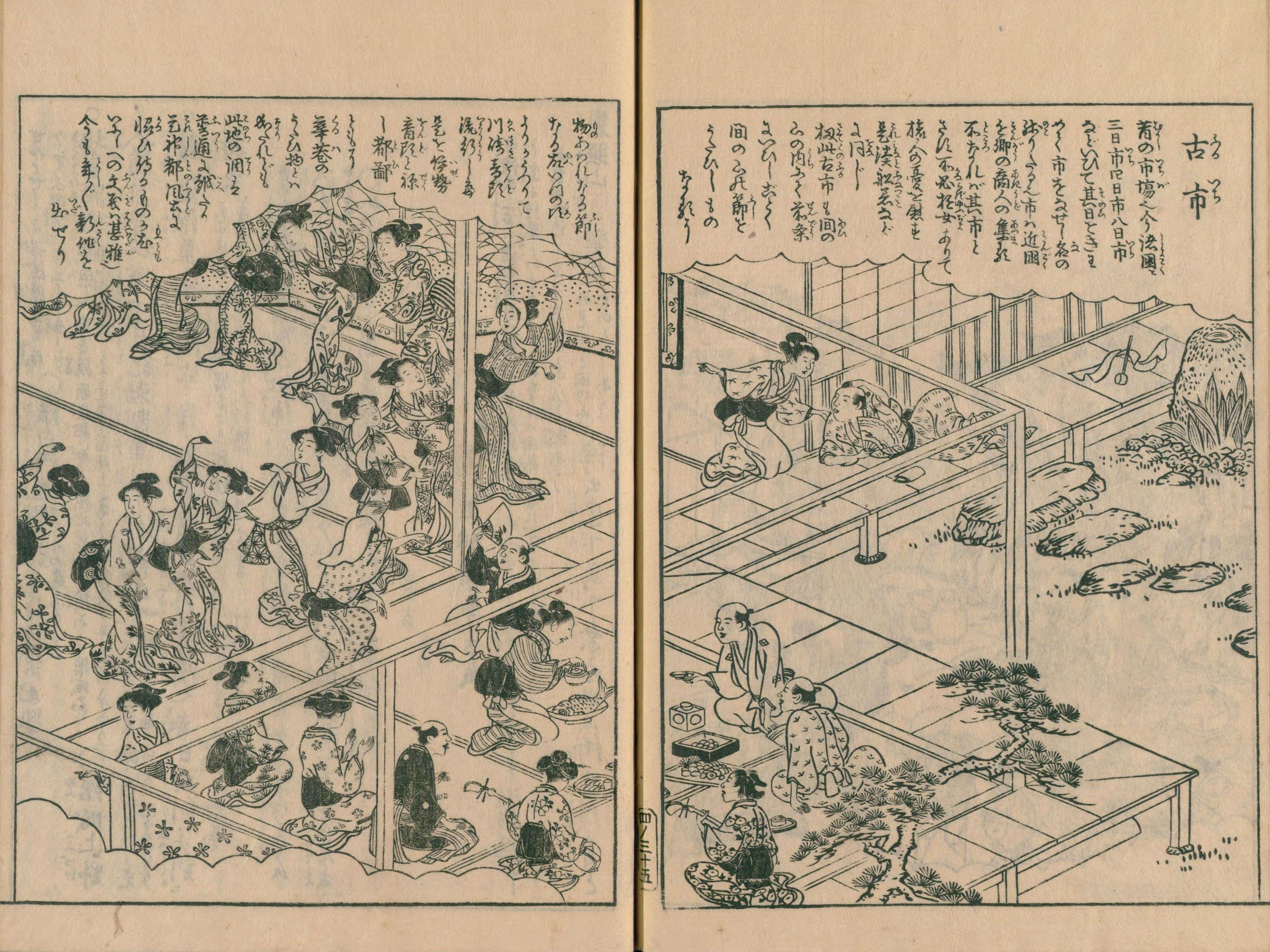
『伊勢参宮名所図会』巻之四より「古市」。酒を飲む客たちを前に、女たちが三味線に合せ輪になって踊る。

寛政9年（1797年）刊行の『伊勢参宮名所図会』の「古市」の図には、「川崎音頭流行して是を伊勢音頭と称し、都鄙ともに華巷のうたひ物とは成りたれども、此の地の調は普通に越えたり…」との説明文があり、遊女たちが三味線に合わせ輪になって踊る様子が描かれている。また寛政8年7月に大坂で初演された『伊勢音頭恋寝刃』の三幕目「油屋」にも、「伊勢音頭の座敷踊り」とある。古市の遊郭は「伊勢音頭」に合わせ、遊女たちに座敷で踊らせる事で知られていた。
しかしこの古市の「伊勢音頭」は、享保から数十年も立つと内容が変化していた。江戸の戯作者曲亭馬琴は享和2年（1802年）、東海道を経由し京都や大坂など近畿地方を旅しており、このとき見聞きしたことを『羇旅漫録』という著作にまとめている。『羇旅漫録』によれば馬琴は旅の途中で伊勢神宮に参詣し、古市にも寄って遊郭に上がったが、古市の「伊勢音頭」について次のように記す。
「古市もいまは伊勢おんど大におとろへて、大坂或は江戸のめりやす、潮来ぶし、似て非なるものをうたふ。佳木てふをとこ声たへに、おんどをうたひ聞かせたり。妓はかへりてこれにおよばず…」
これによれば、馬琴が古市の遊郭で聞いた曲は「大坂或は江戸のめりやす」などになっており、「伊勢音頭」を覚え伝えているはずの遊女たちでまともに唄える者がいなかったということである。「佳木」とはこの地の馬琴の友人である山原七左衛門という人物で、本来の「伊勢音頭」（川崎音頭）がすでに享和の頃、古市において好事家などが曲を伝えているという状態だったことがうかがえる。なお馬琴が上がった遊郭では遊女たちが三味線に合せていっせいに唄うのみで、踊りはしなかったようである。
この古市の「伊勢音頭」の歌詞を集めた『二見真砂』という音曲集が数種刊行されており、いずれも刊行年は不明だが合せて80余りの曲を伝えている。その節には一中節や義太夫節、謡曲など当時すでにあった色々な音曲の節を使っているという。時代が移るにつれ馬琴が「似て非なるもの」と言った音曲が、本来の「伊勢音頭」（川崎音頭）に代わって「伊勢音頭」と称され、古市で遊女たちが唄い、またそれに合せて踊っていたと見られる。
古市の遊女達による「伊勢音頭」の踊りは、座敷の三方に廊下のような細い舞台をコの字型に設け、多数の遊女たちがその上に並んで一斉に踊った（上掲、貞秀の浮世絵参照）。古市で規模の大きな遊郭だった備前屋（別名牛車楼）は文化15年（1818年）3月、式亭三馬作、歌川国直画による『伊勢名物通神風』という草双紙を刊行しており、その中で備前屋の「伊勢音頭」について、
「世に名高き桜の間の大をどりといふは、九間に六間の大座しきをぐるりとおやま（遊女）にてとりまき、いせおんどに合せて、あまたの美女、三方らうか（廊下）をめぐりながら、手拍子そろへてをどるなり…」

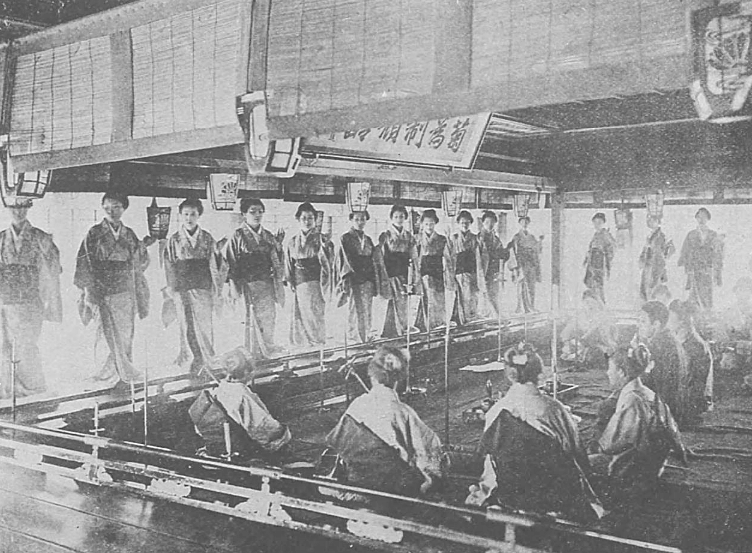
明治時代の伊勢音頭

と記している。備前屋では「伊勢音頭」を桜の間（「車の間」とも）という大座敷で踊り、舞台に遊女が踊る時せり上がる迫の仕掛けが施された。この舞台演出を考案したのは備前屋が最初といわれ、舞台のせり上げも備前屋が寛政6年に始めたものだという。こうした「伊勢音頭」の総踊りが古市の多くの妓楼で盛んに行なわれた。少なくとも昭和初期までは、備前屋と杉本屋に残っていた模様である。 志賀直哉は小説『暗夜行路』後篇において、備前屋のものと見られる「伊勢音頭」の総踊りについて取り上げている。また京都祇園の都をどりは、その振付を担当した片山春子（三世井上八千代）がこの古市の「伊勢音頭」を参考にして作ったと伝わる。

### 伊勢街道の音頭
古市の「伊勢音頭」とは別に、「伊勢音頭」と称するものが江戸時代に現れている。西沢一鳳の『皇都午睡』初編上の巻（嘉永3年〈1850年〉成立）には「伊勢音頭」と題して以下の文を載せる。
「伊勢街道の音頭といへば、大坂出てから早玉造、笠を買なら深江が名所…奈良より青越、山田、松坂、津、椋本、窪田、関より大津迄、宿々駅々音頭あれども、委く諷ふ者なし。よふよふ伊勢の豊久野銭懸松よ（下略）、坂はてるてる鈴鹿は曇る（下略）など、人口に唱へり」
また『守貞謾稿』の「伊勢音頭」の項には、古市の「伊勢音頭」について解説した後、「…又京坂等より参宮の道中、唄ひ行く小唄あり、是をも音頭と云は是歟非歟、後考すべし」とあり、その「小唄」の例として「大坂はなれてはや玉造り、笠をかうなら深江が名所、ヤアトコセーヨウイヤナ、アリャリャ、コリャリャ、ソリャナンデモセー」のほか、「伊勢へ七度熊野へ三度」と「伊勢は津でもつ」の唄をあげている。
この『皇都午睡』初編と『守貞謾稿』に出てくる「伊勢街道の音頭」および「小唄」が、現在民謡として唄われる「伊勢音頭」の源流と見られ、民謡「伊勢音頭」も同様の歌詞の形式で「やとこせ、よいやな、あらら、これはいせ、よいとこいせ」という合の手が入る。「伊勢街道の音頭」がいつの頃より起こったものか明らかではないが、文政5年（1822年）の序文がある俗謡集『浮れ草』には「国々田舎唄」のなかに、「勢州川崎節」と称して「大坂放れて早玉造り　笠を買なら深江が名所　ヤアトコセイヨイヤナ　アリヤヽコノなんでもせへ」という唄を収めており、少なくともこれ以前に世に知られ唄われていたのは確かである。
「伊勢街道の音頭」は、願人坊主の大道芸であった住吉踊りにも使われている。『守貞謾稿』には住吉踊りについて、「其唱歌多くは参宮道中にて京坂人の唄ふ所の章句を用ひ…」とあり、また文政11年（1828年）11月、江戸市村座で上演された顔見世狂言『重年花源氏顔鏡』（かわらぬはなげんじのかおみせ）のうちの一幕「栄華の夢全盛遊」に住吉踊りがあり、
「高いなァ山から谷底見れば、ヤトセイヤトセイ、瓜や茄子の、やんれ花盛り。ヤアトコセ、ヨンヤナ、アリャリャ、コレワイナ、このなんでもせ」
という歌詞で踊る。これにより文政の頃までには、住吉踊りに「伊勢街道の音頭」を使うようになっていたことが知られる。現在も上演される天保2年（1831年）3月江戸中村座初演の『六歌仙容彩』の「喜撰」にも、以下の歌詞で住吉踊りを踊るところがある。
「難波江の片葉の芦の結ぼれかかりアレハサ、コレハサ、とけてほぐれて逢ふ事もまつにかひあるヤンレ夏の雨、ヤアとこせ、よいやな、ありゃりゃ、これわいな、このなんでもせ」
伊勢音頭は「荷物にならない伊勢土産」ともいわれ、各地で伝わり作り替えられ普及した唄や踊りがある。主に祝い歌として祭などの伝統行事、通過儀礼の席で唄われる事が多い。なお伊勢にはほかに「伊勢道中唄」という唄がある。「明日はお立ちか、お名残惜しや…」と始まるもので、「伊勢街道の音頭」より歌詞は長く形式が異なる。歌詞の中の「六軒茶屋」とは松坂にあった茶屋のことである。

## 派生した各地の歌
- 津軽願人節 - 青森県
- 南部俵積み唄 - 岩手県
- 秋田大黒舞 - 秋田県
- 三吉節 - 秋田県
- 山形大黒舞 - 山形県
- 花笠踊り唄 - 山形県
- 鎌倉天王唄 - 神奈川県
- 帆柱起し音頭 - 富山県
- まだら節 - 石川県
- 江州音頭 ‐ 滋賀県
- 河内音頭 ‐ 大阪府
- 郡上節 - 岐阜県
- 三河万歳 - 愛知県
- 桑名の殿様 - 三重県
- 尾鷲節 - 三重県
- 広島木遣り音頭 - 広島県
- 香川の伊勢道中唄 - 香川県
- 伊勢音頭-愛媛県
- 伊予万歳 - 愛媛県
- 今治大黒舞 - 愛媛県
- 博多祝い唄 - 福岡県